# Alexander von Kieter

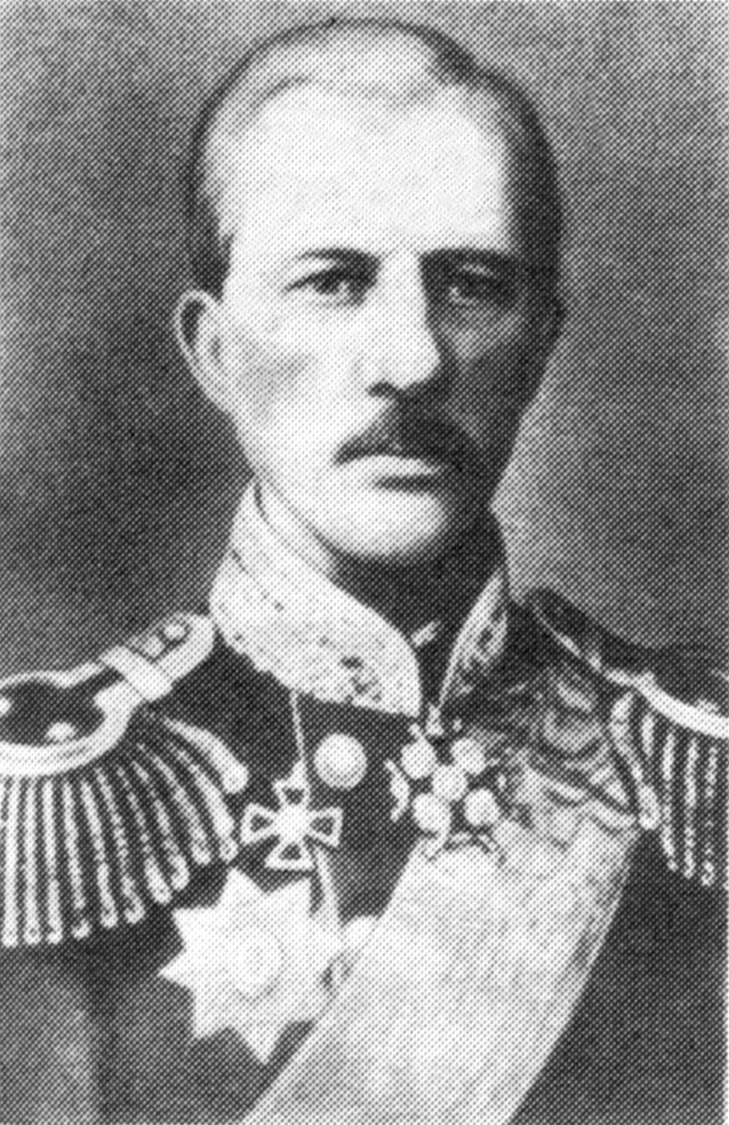
Alexander von Kieter

Justinus Ludwig Alexander Alexandrowitsch von Kieter (in der russischen Literatur Alexander Alexandrowitsch Kiter, russisch Александр Александрович Китер; * 20. Augustjul. / 1. September 1813greg. in Wenden; † 24. Märzjul. / 5. April 1879greg. in St. Petersburg) war ein livländischer Arzt und Begründer der russischen chirurgischen Gynäkologie.

## Leben
Alexander von Kieter, Sohn des Rigaer Kreisfiskals Johann Ludwig Alexander von Kieter (1789–1852) und der Constantia geb. von Gerstenzweig, begann nach dem Besuch des russischen Gouvernementsgymnasiums in Riga 1831 das Studium der Medizin an der Kaiserlichen Universität Dorpat, das er 1835 mit einer Goldmedaille abschloss. Er war Mitglied der Fraternitas Rigensis. 1836 wurde er mit seiner Dissertation De lithotripsiae methodo percussionis, praesertim de apparatu Heurteloupiano ad eam commendato zum Doktor der Medizinischen Wissenschaften promoviert. Darauf wurde er Assistent von N. I. Pirogow in der Dorpater Chirurgischen Klinik. 1838–1839 bildete er sich mit einem staatlichen Auslandsstudiumstipendium in Westeuropa weiter aus.
1840 wurde Kieter Professor-Adjunkt für Chirurgie an der Universität Kasan mit Beförderung zum ordentlichen Professor 1846. 1849 wechselte er auf den Lehrstuhl für Geburtshilfe und Kinderkrankheiten der St. Petersburger Kaiserlichen Medizinisch-Chirurgischen Akademie, der späteren Militärmedizinischen Akademie (WMA). 1858 übernahm er dort den Lehrstuhl für Chirurgie. Auf Kieters Bitte leitete ab 1862 K. L. Höppner den Lehrstuhl. Kieter war Geheimrat und ständiges Mitglied des Militärmedizinischen Komitees.
Kieter wurde auf dem St. Petersburger Lutherischen Wolkowo-Friedhof begraben. Er hinterließ seine Frau Caroline Pauline geb. Ballazzés (* ca. 1816 in Paris) und die Söhne Alexander und Anatol Wladimir v. Kieter.

## Werke (Auswahl)
- De lithotripsiae methodo percussionis, praesertim de apparatu Heurteloupiano ad eam commendato. Dissertation, Dorpat 1836.
- De singularum lithotomae methodorum dignitate. Riga 1838.
- Руководство к изучению женских болезней (Führer für das Studium der Frauenkrankheiten und erstes russisches Lehrbuch der Gynäkologie, 2 Bände). St. Petersburg 1857–1858.
- Акушерство новейшего времени (moderne Geburtshilfe).